# Martin Bertheau
Martin Bertheau (* 29. Januar 1882 in Hamburg; † 28. Februar 1946 in Husby) war ein deutscher lutherischer Theologe und Pfarrer.

## Leben
Bertheaus Eltern waren der Theologe und Kirchenhistoriker Carl Bertheau (1836–1910) und dessen Ehefrau Meta Luise, geb. Behn (1849–1921). Er besuchte das Johanneum in Hamburg, wo er im Jahr 1900 das Abitur ablegte. Anschließend studierte er Theologie in Greifswald, Berlin und Halle a.S. In Halle blieb er sechs Semester, um vor allem Martin Kähler zu hören. Hier nahm er auch das Band des Hallenser Wingolf auf. 1907 legte er in Hamburg das theologische Examen ab. Anschließend war er Lektor an der Theologischen Fakultät in Montauban, bevor er ab 1911 als Oberlehrer an verschiedenen Schulen in Hamburg arbeitete.
1912 zog Bertheau nach Kopenhagen, wo er Katechet an der deutschen Schule wurde, 1915 wurde er Pastor in Woyens, in der Propstei Hadersleben, 1920 wechselte er nach Bargum und 1925 wurde er Pastor in Kappeln. Gleichzeitig war Bertheau Propst von Südangeln.
Bertheaus besonderes Interesse galt der wissenschaftlichen Beschäftigung mit dem evangelischen Gesangbuch. Er arbeitete an der Neugestaltung des Gesangbuchs für Schleswig-Holstein, Hamburg und Mecklenburg mit, das 1930 erschien.
In der Zeit des Nationalsozialismus war Bertheau Anhänger der Bekennenden Kirche. Schon 1933 wurde er seines Amtes als Propst enthoben und als Pastor nach Husby versetzt. 1945 wurde er zum Propst von Nordangeln ernannt. Er starb 1946 an einem Schlaganfall und liegt auf dem Kirchhof in Husby begraben.

## Veröffentlichungen
- Hamburg und das Allgemeine Evangelische Gesangbuch. In: Hamburgisches Kirchenblatt. Bd. 12 (1915), Nr. 19 (9. Mai), S. 146–149.
- 400 Jahre Kirchenlied: Worte und Weisen; ein kurzer Rückblick. Verlag der Buchhandlung des Norddeutschen Männer- und Jünglingsbundes, Hamburg 1924.
- Das neue Gesangbuch für die Provinz Sachsen kritisch beleuchtet. Heyner, Bad Kösen um 1930.
- Propst Georg Heinrich Sieveking, † 10. Okt. 1934. In: Das evangelische Hamburg. Bd. 29 (1935), S. 311–313.
- D. Carl Bertheau, zu seinem hundertsten Geburtstage am 6. Juli. In: Das evangelische Hamburg. Bd. 30 (1936), Heft 13  (2. Juli), S. 205–209.
- Ein Minimal-Gesangbuch? Bemerkungen zum Gesangbuch der kommenden Kirche. o. O. 1940.